# Peristarium
Peristarium is een geslacht van weekdieren uit de klasse van de Gastropoda (slakken).

## Soorten
- Peristarium aurora (Bayer, 1971)
- Peristarium timor (Harasewych, 1983)